# OR8J3
OR8J3 (англ. Olfactory receptor family 8 subfamily J member 3) – білок, який кодується однойменним геном, розташованим у людей на короткому плечі 11-ї хромосоми. Довжина поліпептидного ланцюга білка становить 315 амінокислот, а молекулярна маса — 35 481.
| 10         |  | 20         |  | 30         |  | 40         |  | 50         |
| ---------- |  | ---------- |  | ---------- |  | ---------- |  | ---------- |
| MAPENFTRVT |  | EFILTGVSSC |  | PELQIPLFLV |  | FLVLYVLTMA |  | GNLGIITLTS |
| VDSRLQNPMY |  | FFLRHLAIIN |  | LGNSTVIAPK |  | MLMNFLVKKK |  | TTSFYECATQ |
| LGGFLFFIVS |  | EVMMLAVMAY |  | DRYVAICNPL |  | LYMVVVSRRL |  | CLLLVSLTYL |
| YGFSTAIVVS |  | PCIFSVSYCS |  | SNIINHFYCD |  | IAPLLALSCS |  | DTYIPETIVF |
| ISAATNLVFS |  | MITVLVSYFN |  | IVLSILRIRS |  | PEGRKKAFST |  | CASHMIAVTV |
| FYGTMLFMYL |  | QPQTNHSLDT |  | DKMASVFYTL |  | VIPMLNPLIY |  | SLRNNDVNVA |
| LKKFMENPCY |  | SFKSM      |  |            |  |            |  |            |

A: Аланін

C: Цистеїн

D: Аспарагінова кислота

E: Глутамінова кислота

F: Фенілаланін

G: Гліцин

H: Гістидин

I: Ізолейцин

K: Лізин

L: Лейцин

M: Метіонін

N: Аспарагін

P: Пролін

Q: Глутамін

R: Аргінін

S: Серин

T: Треонін

V: Валін

Кодований геном білок за функціями належить до рецепторів, g-білокспряжених рецепторів, білків внутрішньоклітинного сигналінгу. 
Локалізований у клітинній мембрані, мембрані.